# اندیس آنومالی سروتمین
سروتمین  در حوالی شهر سبزواران استان کرمان قرار دارد   